# Andrea Kuntzl

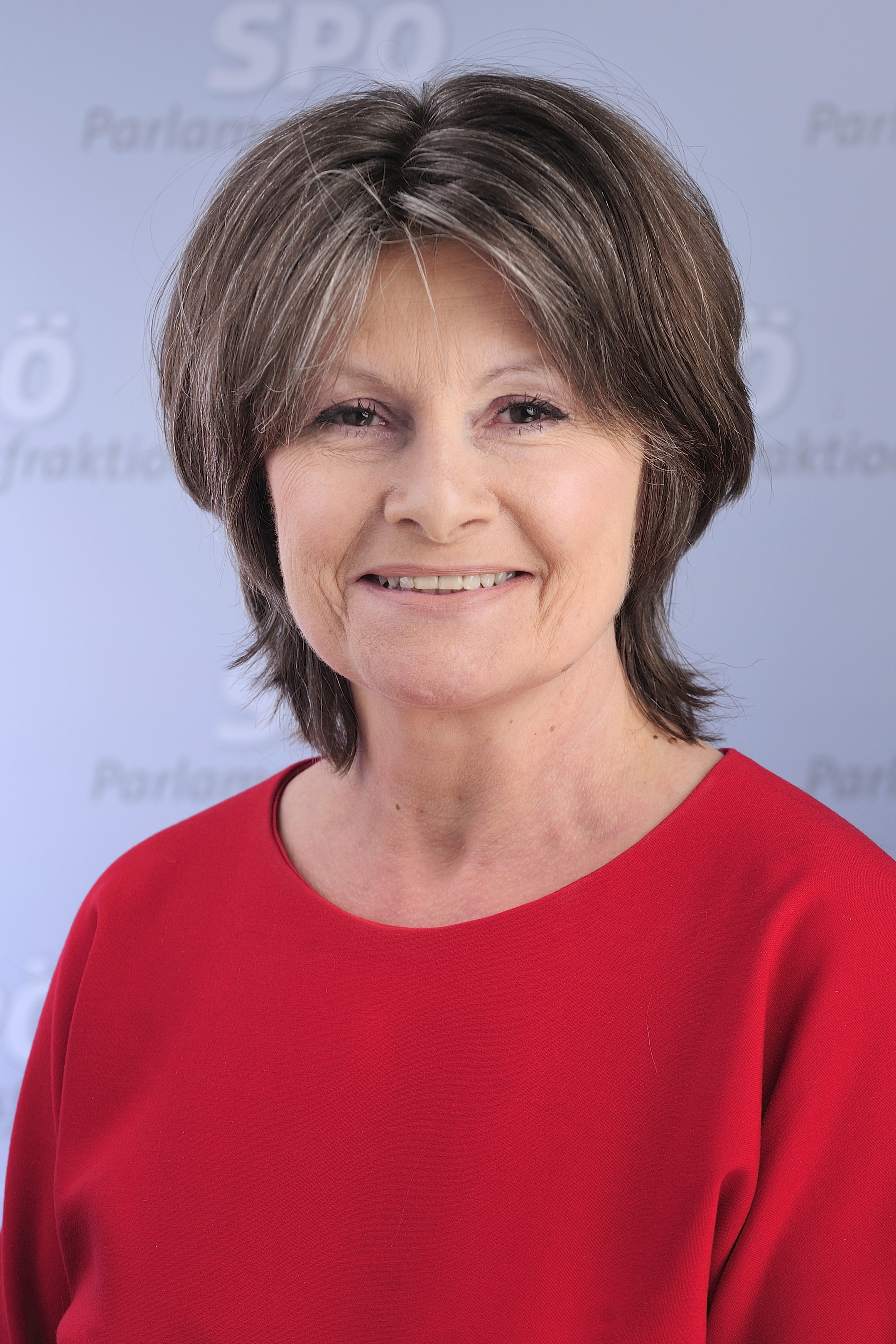
Andrea Kuntzl 2014

Andrea Kuntzl (* 31. März 1958 in Wien) ist eine österreichische Politikerin und Soziologin mit leitenden Funktionen in der SPÖ. Von 1999 bis Oktober 2024 war sie Abgeordnete zum Nationalrat.

## Leben
Nach dem Besuch eines neusprachlichen Gymnasiums (1968–72) wechselte sie an die Handelsakademie Wien, wo sie 1977 maturierte. Danach studierte sie Soziologie an der Universität Wien und schloss das Studium 1994 als Mag. rer. soc. oec. ab. Parallel dazu wirkte sie als Leiterin der sozialdemokratischen Zukunfts- und Kulturwerkstätte (ZuK) 1992–1996 und in der Jungen Generation, wo sie 1988–91 als Landesleiterin und stellvertretende Bundesleiterin fungierte.
Ihre eigentliche politische Karriere begann Kuntzl als Bundesfrauensekretärin der SPÖ 1996–2000 und danach als Bundesgeschäftsführerin (entsprechend einer Generalsekretärin der Partei) bis 2003 unter dem Parteichef Alfred Gusenbauer.
Seit 1991 ist sie Mitglied des Bundes-Frauenkomitees der SPÖ und seit 1996 des Bundesparteivorstandes der SPÖ. Als Abgeordnete im Nationalrat (seit 1999) befasst sie sich vor allem mit Sozial- und Familienpolitik, ist Mitglied des Hauptausschusses und war 2003–06 stellvertretende Vorsitzende des Familien- und des Kulturausschusses.
Ihr ehemaliger Lebensgefährte ist der Verfassungsrichter Johannes Schnizer.
Im März 2023 folgte ihr Nina Abrahamczik als Bezirksparteivorsitzende der SPÖ Neubau nach.

## Auszeichnungen
- Großes Goldenes Ehrenzeichen für Verdienste um die Republik Österreich (2009)[4][5]